# Хлубока (замък)
Замъкът Хлубока (на чешки: Zámek Hluboká; на немски: Schloss Frauenberg) е сграда в Южна Чехия, построена в псевдоготически стил. Намира се в град Хлубока над Вълтава, на 140 km южно от Прага.

## История
Замъкът е основан в средата на 13 век от благородника Чех от Будейовице, на скала с височина 83 метра над река Вълтава край град Подхради. Построен е в готически стил. Първоначалното име на замъка е Фрауенберг. По-късно е преустрояван няколко пъти, придобива ренесансови, след това и барокови елементи. За първите 400 години на своето съществуване (13–17 век), замъкът 26 пъти променя собствениците си.
Замъкът в готически стил е достроен в края на 15 век от Вилем II от Пернщейн. По-късно замъкът става собственост на крал Фердинанд I Хабсбургски, който през 1562 г. го продава на владетелите на Храдец. В периода 1571–1587 г. Адам II от Храдец (1549–1596) извършва основна реконструкция на замъка в ренесансов стил, която е ръководена от италианеца Балтазаре Маджи. Освен Маджи, в реконструкцията участват и италианските архитекти Винченцо Вогарели и Доменико Бенедето Комета.
През 1660 г. замъкът става собственост на рода Шварценберг. Именно с него е свързан модерният външен вид на сградата. През 19 век (1841–1871) замъкът е подложен на основна реконструкция в стил неоготика. Като образец за преструктурирането на сградата служи Уиндзорския замък, а архитект на проекта за реконструкция е виенчанинът Франц Беер. Идеята за създаване на „Чешкия Уиндзор“, както неофициално е наречен замъкът, принадлежи на един от собствениците – херцогиня Елеонора Шварценберг. Родът Шварценберг владее сградата до 1945 г.
През 1947 г. замъкът Хлубока е национализиран и оттогава е държавен музей.

## В днешно време
Комплексът на замъка се състои от 140 стаи, 11 кули, два вътрешни двора, остъклена оранжерия, конюшни. Крепостните стени отвън и отвътре са украсени с ловни трофеи на бившите му собственици. Освен това, в стаите могат да се видят рицарски доспехи на рода Шварценберг. В замъка са представени мебели от 18–19 век, колекция на холандска живопис от 16–18 век, исторически оръжия, колекции на порцелан, керамика и стъкло (от 1604 г.), както и старинни гоблени. Интериорът е обзаведен в стила на късния период на английския ренесанс. Таваните на стаите на замъка, вратите, рамките на картините са украсени с богато резбовани дървени орнаменти.
Около замъка се намира английски парк с площ от 190 ha с редки видове дървета и система от езерца.

## Галерия
- Градините на замъка
- Един от вътрешните дворове
- Една от кулите